# ناحية القطيلبية
ناحية القطيلبية إحدى نواحي سوريا تتبع إداريّاً لمحافظة اللاذقية منطقة جبلة ومركزها بلدة القطيلبية، بلغ تعداد سكان الناحية 32,582 نسمة حسب التعداد السكاني لعام 2004.

## بلدات وقرى ناحية القطيلبية
بعبده، البراعم (بريعين)، البرازين، برقة، بسطوير، بيت العلوني، بشراغي، بطشاح، بتمانا، بسنديانة، بسوطر، درمينه، دوير بعبده، دوير بسنديانة، حمام القراحلة، جيبول، الكرامة (كنكارو)، خرايب سالم، المنصورة (الزوية)، العقيبة، العريقيب، قرفيص، القطيلبية، الربوة (حربوق)، سربيون، السخابة، تل حويري، الزهراء (سنقونس)، الجبيلية، بجرنة، بسنة، كرم الرحمة.

## القطيلبية والحرب الأهلية السورية
تركت الحرب الأهلية السورية بصمتها الكبيرة على هذه القرية، فنظراً للثقافة العامة لدى أبناء هذه القرية بالالتحاق بالجيش وخصوصاً أثناء فترة الفقر في الثمانينات والتسعينات من القرن الماضي فقد قتل العشرات من أبنائها أثناء تواجدهم في قطعاتهم العسكرية. كان ذلك بمثابة الفاجعة التي أثرت إلى حد كبير في نفسية سكان هذه القرية أسوة بكل القرى والمدن السورية بدون استثناء. و بفعل كمية القتلى الكبيرة ومحاولة بشار الأسد التغطية على الموت العبثي لأبناء العلويين فقد انتشرت ظاهرة اتنهازية و هي وضع صور الذين فقدوا في هذه الحرب على حوامل الأسلاك الكهربائية وقد شاركت أجهزة بشار الأسد في هذا التملق العام، فأصبح هذا المشهد مشهداً آخر من بشاعة هذه الحرب الأهلية. 
امتد أثر الحرب الأهلية السورية ليشمل أموراً أخرى متعلقة بالحياة اليومية لسكان القرية فغدا انقطاع الكهرباء، وانهيار الخدمات العامة، وتوضّح الفساد بشكل أكبر،  كابوساً جاثماً على صدور القرويين في لحظة تاريخية مهمة : إذ أنّه وبوجود وسائل التواصل الاجتماعي لم يعد العديد من أبناء العلويين يقبلون بما كان يمارس عليهم بُعَيد مجزرة حماة عام 1982 من إفقار وتهميش ودعاية السلطة، في حرب عبثية لا ناقة لهم بها ولا جمل.